# Брагин, Алексей Матвеевич
Алексей Матвеевич Брагин (27 июля 1927, с. Железное, Петропавловский уезд, Акмолинская губерния — 5 июля 1987, Сергеевский район, Северо-Казахстанская область) — передовик советского сельскохозяйственного производства, бригадир совхоза «Приишимский» Сергеевского района Северо-Казахстанской области Казахской ССР, Герой Социалистического Труда (1981). Заслуженный мастер социалистического земледелия Казахской ССР (1961).

## Биография
Родился в 1927 году в селе Железное Петропавловского уезда Акмолинской губернии Казакской АССР в русской семье.
В 1943 году завершил обучение в семилетней школе. В возрасте шестнадцати лет, в тяжёлый военные годы, стал работать ветеринарным санитаром. С 1943 по 1945 годы учился в Токушинской агроживотноводческой школе в селе Токуши Советского района. Завершив обучение, стал трудиться ветфельдшером.
С 1948 года и на протяжении тридцати лет трудился в совхозе «Приишимский» Октябрьского района Северо-Казахстанской области Казахской ССР. Начал работать механизатором. С 1955 года трудился звеньевым кукурузоводческого звена и вывел его в число передовых не только в совхозе, но и в районе и области. В 1957 году удостоен звания лучший кукурузовод Северо-Казахстанской области, представлен к награждению орденом «Знаком Почёта». С 1958 года является членом КПСС. В 1962 году им собрано 634 центнера зелёной массы кукурузы с каждого гектара, а с 17 гектаров целины урожай составил 811 центнеров.
В 1967 году по рекомендации коллектива был назначен на должность бригадира тракторно-полеводческой бригады. Из года в год бригада наращивала производственные результаты и получала высокие урожаи сельскохозяйственных культур. В завершающем году десятой пятилетки работники полеводы этой бригады получил с каждого из 3837 гектаров по 26,4 центнера зерна с гектара.
Указом Президиума Верховного Совета СССР от 19 февраля 1981 года за выдающиеся успехи, достигнутые в выполнении планов и социалистических обязательств по продаже государству в 1980 году миллиарда пудов зерна и перевыполнении планов десятой пятилетки по производству и закупкам хлеба и других сельскохозяйственных продуктов, Алексею Матвеевичу Брагину было присвоено звание Героя Социалистического Труда с вручением ордена Ленина и медали «Серп и Молот».
Избирался депутатом Верховного Совета Казахской ССР 9-го созыва. Был депутатом сельского Совета народных депутатов, член парткома совхоза.
В 1981 году по инвалидности ушёл на заслуженный отдых. Персональный пенсионер союзного значения.
Умер после тяжёлой болезни 5 июля 1987 года. Похоронен на кладбище села Повозочное района Шал Акына

## Награды
- Герой Социалистического Труда — указом Президиума Верховного Совета СССР от 19 февраля 1981 года
- четыре ордена Ленина (23.06.1966; 13.12.1972; 24.12.1976; 19.02.1981).
- Орден Знак Почёта (11.01.1957)
- Медаль «За освоение целинных земель»
- другие медали.